# Ikarus (sakk)
Az Ikarus egy számítógépes sakkprogram, amelyet a Kolls testvérpár, Munjong és Muntsin készített.

## Történet

### Fejlesztés
Az Ikarus fejlesztése 1997-ben kezdődött el, rá egy évre már versenyzett első ICGA-eseményén, a Paderbornban megrendezett IX. számítógépes sakkvilágbajnokságon, ahol a 26. helyen végzett, 7 játszmából 2 pontot nyerve.
Három évvel később Maastrichtban már sokkal eredményesebben teljesített, ahol a X. számítógépes sakkvilágbajnokságon nyolcadik helyen végzett 4,5/9 ponttal. Az ugyanott megtartott számítógépes villámsakk-világbajnokságon 5/9 ponttal hatodik lett.

### Világbajnok
2006 májusában az Ikarus megnyerte a torinói számítógépes villámsakk-világbajnokságot. Az ugyanott megrendezett számítógépes sakkvilágbajnokság főversenyén a kilencedik helyezést érte el.

## Fordítás
Ez a szócikk részben vagy egészben  az   Ikarus (chess) című angol Wikipédia-szócikk ezen változatának fordításán alapul.  Az eredeti cikk szerkesztőit annak laptörténete sorolja fel. Ez a jelzés csupán a megfogalmazás eredetét és a szerzői jogokat jelzi, nem szolgál a cikkben szereplő információk forrásmegjelöléseként.